# John Martin Darko
Pour les articles homonymes, voir John Martin (homonymie), Martin et Darko.
John Martin Darko, né le 30 mai 1945 à Aboadze au Ghana et mort le 12 janvier 2013, est un évêque catholique ghanéen, évêque de Sekondi-Takoradi de 1998 à 2011.

## Biographie
Darko est ordonné prêtre en 1976.
Il est nommé  évêque  de  Sekondi-Takoradi le 27 juin 1998 et reçoit la consécration épiscopale des mains de Mgr Peter Kodwo Appiah Turkson, alors archevêque de Cape Coast le 10 octobre suivant.
Sa démission est acceptée le 14 décembre 2011 pour raisons de santé alors qu'il n'a que 66 ans. Il meurt un peu plus d'un an plus tard, le 12 janvier 2013.

### Sources
- Profil sur Catholic hierarchy